# Західний Нортгемптоншир

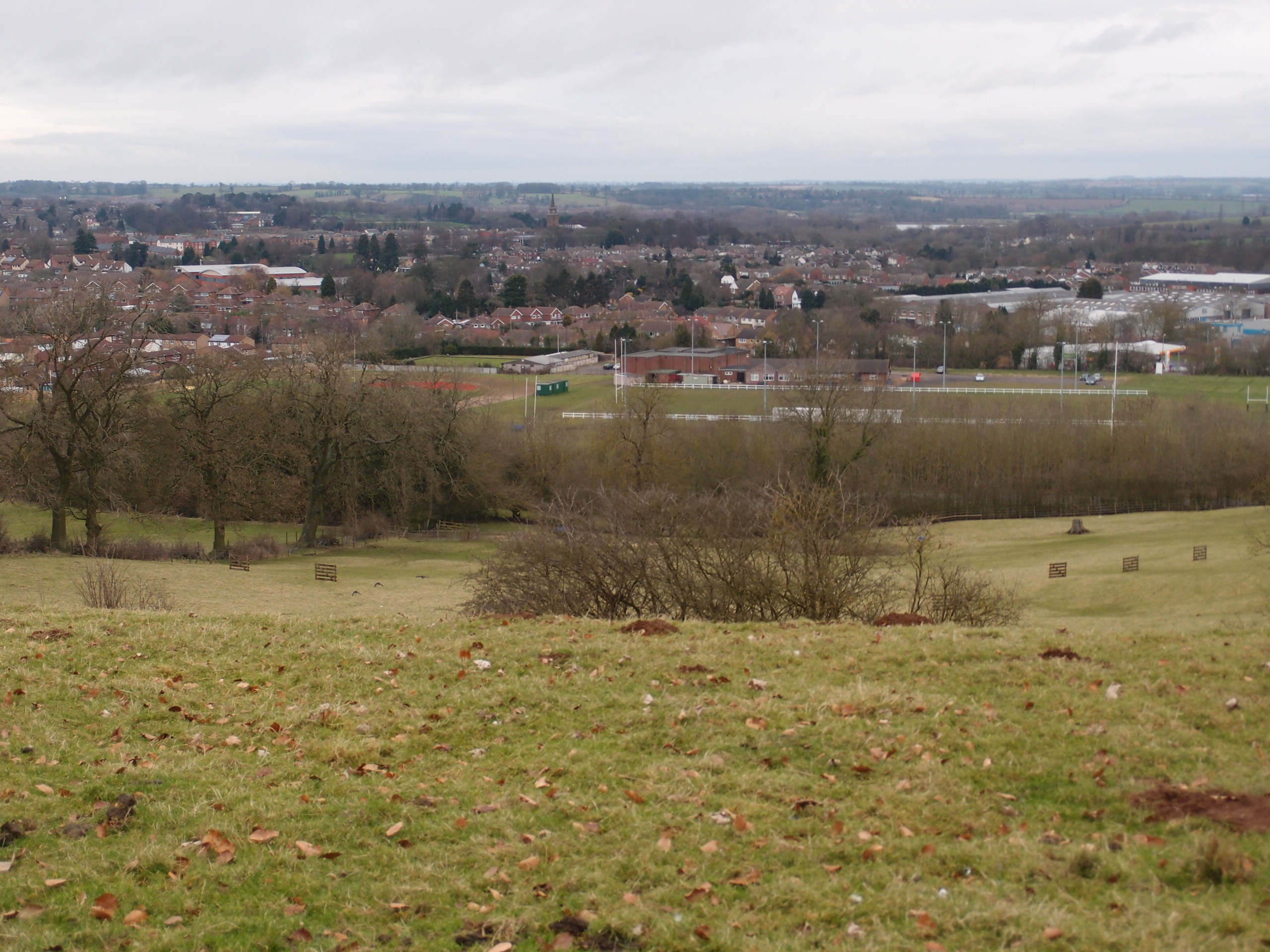
Давентрі, друге за чисельністю населення поселення в Західному Нортгемптонширі.

Західний Нортгемптоншир — унітарна територія, яка охоплює частину церемоніального графства Нортгемптоншир, Англія, створена в 2021 році. Найбільшим поселенням у Західному Нортгемптонширі є місто графства Нортгемптон. Його іншими значними містами є Давентрі, Бреклі та Тоустер; решта території - це переважно сільськогосподарські села, хоча тут є багато озер і невеликих лісів, через які проходить магістраль Західного узбережжя та автомагістралі M1 і M40, таким чином розміщено відносно велику кількість гостинних атракціонів, а також розподільних центрів, як ці. є ключовими англійськими транспортними шляхами. Неподалік від них розташований канал Гранд Юніон для відпочинку.

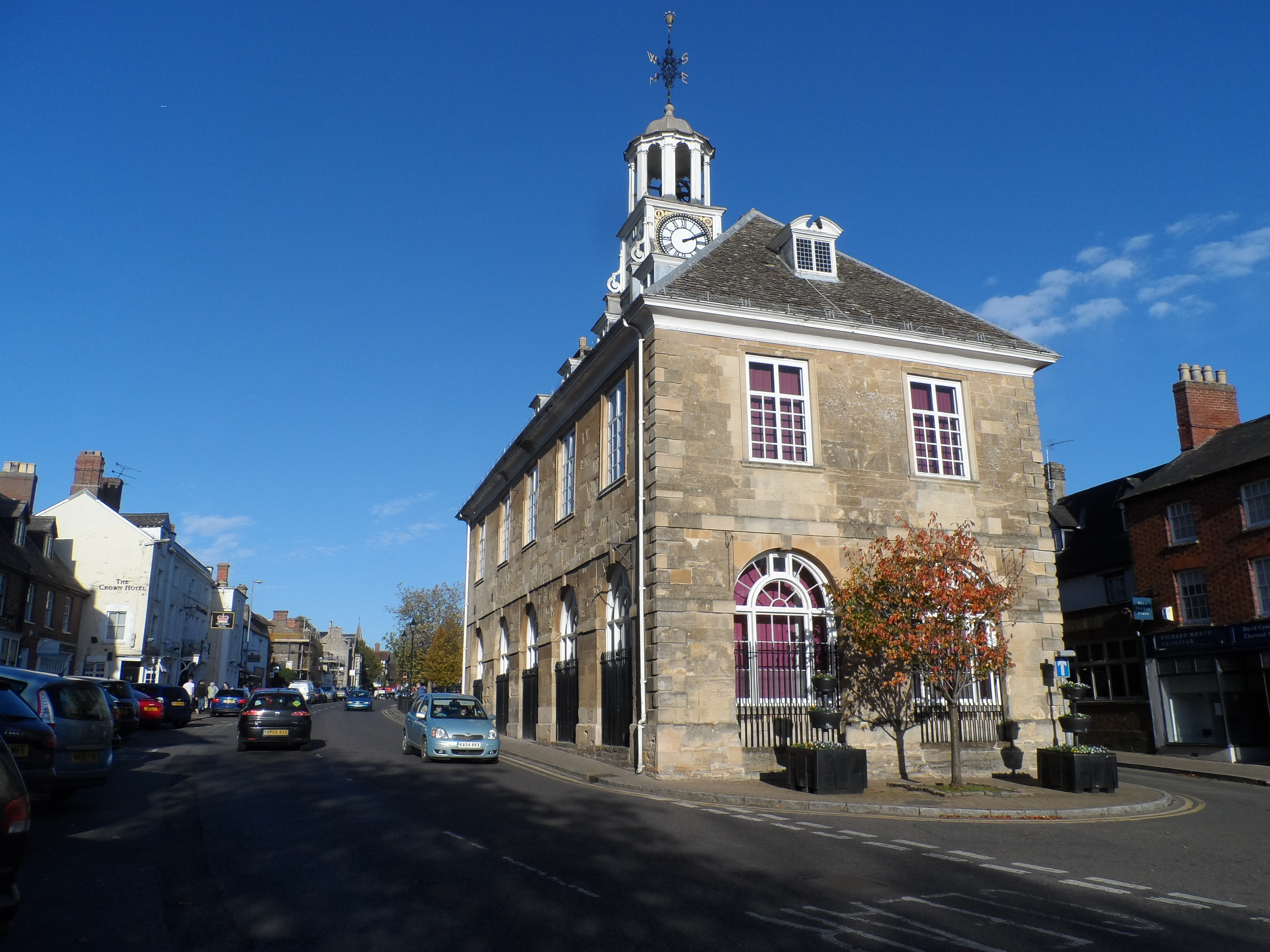
Бреклі, третє за величиною поселення в Західному Нортгемптонширі.

У районі є залишки римського міста Баннавента з реліквіями та знахідками в головних міських музеях, а його найвизначнішим ландшафтом і особняком є Альторп.

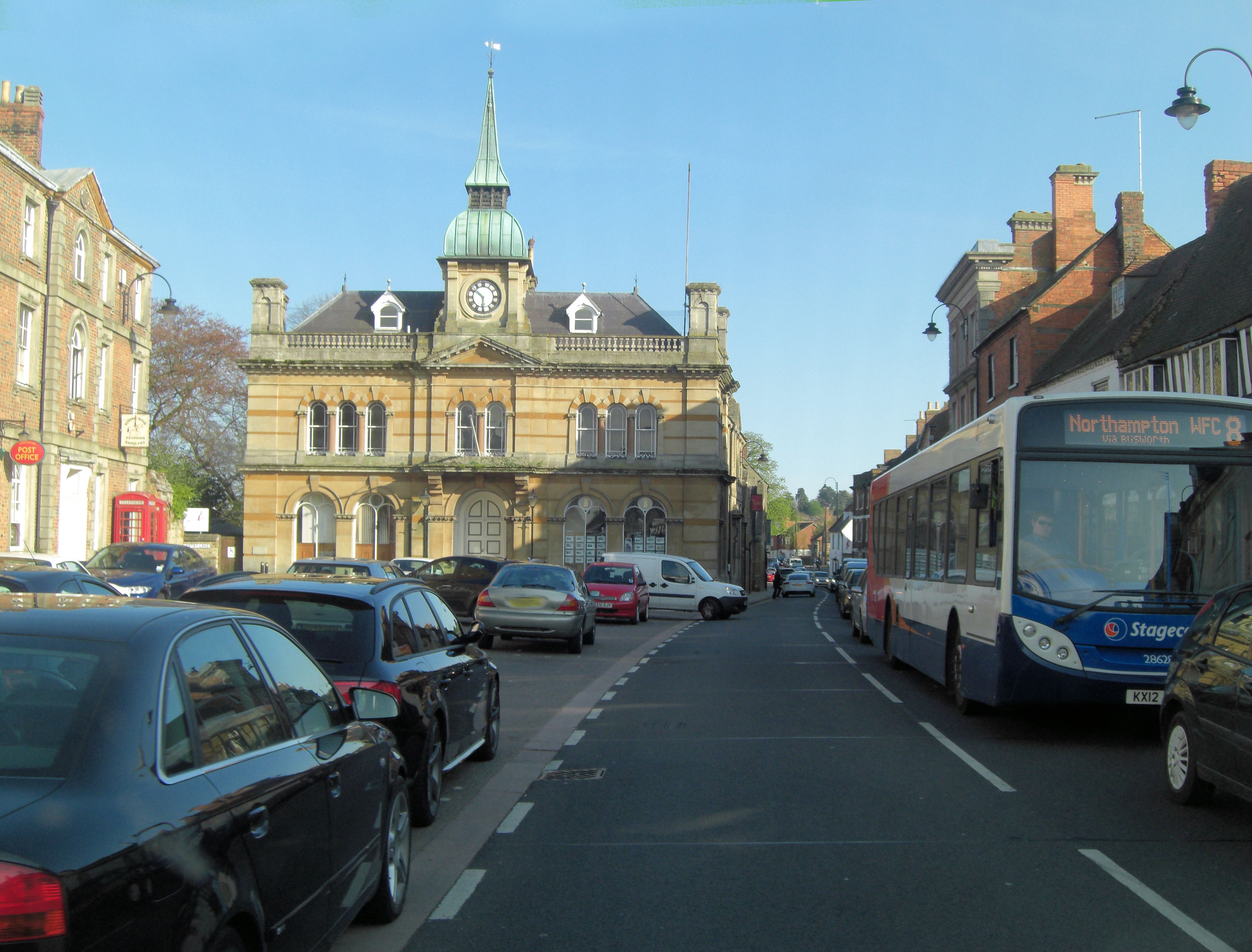
Таустер, відомий іподромом Тоучестер, є четвертим за величиною поселенням у Західному Нортгемптонширі.

## Історія
Західний Нортгемптоншир був утворений 1 квітня 2021 року шляхом злиття трьох неметропольних округів Давентрі, Нортгемптона та Південного Нортгемптонширу, він поглинув функції цих округів, а також функції скасованої Ради графства Нортгемптоншир.
У березні 2018 року, після фінансової та культурної неефективності з боку кабінету міністрів та посадових осіб ради графства Нортгемптоншир, тодішній держсекретар у справах місцевого самоврядування Саджид Джавід направив уповноваженого Макса Каллера до ради, який рекомендував раду графства та округу та округу ради в окрузі було скасовано та замінено двома унітарними органами влади, одна охоплювала захід, а друга — північ округу. Ці пропозиції були схвалені у квітні 2019 року. Це означало, що округи Давентрі, Нортгемптон і Південний Нортгемптоншир були об'єднані в нову унітарну владу під назвою Західний Нортгемптоншир, тоді як друга унітарна влада, Північний Нортгемптоншир, складається з колишніх округів Корбі, Східний Нортгемптоншир, Кеттерінг і Веллінгборо.

## Рада

Склад ради Західного Нортгемптонширу
Консерватори (66)
Оппозиція (27)
Лейбористи (20)
Ліберальні демократи (5)
Безпаортійні (2)

Вибори до тіньового органу влади мали відбутися у четвер, 7 травня 2020 року, але були перенесені через пандемію COVID-19. Ці вибори відбулися 6 травня 2021 року, і загальну більшість отримали консерватори.
До складу Ради входять 93 депутати, обрані по 31 округу. За підсумками виборів 2021 року консерватори мають 66 місць, Лейбористська партія — 20, Ліберал-демократи — 5 і є 3 незалежних члена ради.

Піраміда населення 2020 року

## Демографія
У 2020 році населення Західного Нортгемптонширу, за оцінками, становило близько 406 733 осіб, у 2011 році, поза попередніми адміністративними кордонами, населення району Західного Нортгемптонширу становило приблизно 375 101 людину, у 2001 році воно становило 345 589 осіб.

#### Стать
У 2020 році було приблизно 202 004 чоловіків і 204 729 жінок.

#### Вікова структура
| 0-9 років | 10-19 років | 20-29 років | 30-39 років | 40-49 років | 50-59 років | 60-69 років | 70-79 років | 80+ років |
| --------- | ----------- | ----------- | ----------- | ----------- | ----------- | ----------- | ----------- | --------- |
| 52,453    | 48,857      | 45,494      | 52 919      | 54,387      | 57,322      | 43,181      | 34,676      | 17 865    |

## Поселення та парафії
- Абторп, Адстоун, Олторп, Артінгворт, Ешбі Сент- Леджерс, Ештон, Астон ле Уоллс, Астроп, Ейно
- Бедбі, Барбі, Блейкслі, Блісворт, Боддінгтон, Ботон, Браклі, Бредден, Брафілд -он-зе-Грін, Браунстон, Брінгтон, Бріксворт, Брокхолл, Багбрук, Байфілд
- Caldecote, Canons Ashby, Castle Ashby, Chacombe, Chapel Brampton, Charlton, Charwelton, Chipping Warden, Church Brampton, Church Stowe, Clay Coton Clipston, Cogenhoe, Cold Ashby, Cold Higham, Cosgrove, Coton, Cottesbrooke, Courteenhall, Creaton, Crick, Кроутон, Калворт
- Давентрі, Діншангер, Дентон, Додфорд, Драутон
- Іст Фарндон, Іст Хеддон, Істон Нестон, Еджкот, Елкінгтон, Евенлі, Евердон, Ейдон
- Фартінгхоу, Фартінгстоун, Флор, Фослі
- Гейтон, Графтон Реджис, Грейндж Парк, Грейт Брінгтон, Грейт Оксендон, Грейтворт, Грінс Нортон, Грімскот, Гілсборо
- Геклтон, Хінгінг Хаутон, Геннінгтон, Харлстоун, Гарпол, Гартвелл, Хаселбеч, Геллідон, Хелмдон, Хінтон-ін-зе-Хеджес, Холкот, Холденбі, Холловелл
- Келмарш, Кілсбі, Кінгс Саттон, Кіслінгбері
- Лемпорт, Літлборн, Літчборо, Літтл Брінгтон, Літл Хоутон, Лонг Бакбі, Лоуер Кейтсбі
- Мейдфорд, Мейдвелл, Марстон Сент-Лоуренс, Марстон Трасселл, Міддлтон Чейні, Мілтон Малсор, Мортон Пінкні, Моултон
- Насебі, Нетер Гейфорд, Ньюботтл, Ньюнем, Нортгемптон, Нортон
- Старий, Старий Стретфорд, Оверторп, Оверстоун
- Passenham, Pattishall, Paulerspury, Pitsford, Potterspury, Preston Capes
- Квінтон
- Редстоун, Рейвенсторп, Роуд, Ротерсторп
- Скалдвелл, Шатленгер, Сіббертофт, Сільверстоун, Слептон, Спраттон, Стенфорд-он-Ейвон, Ставертон, Сток Брюерн , Салбі, Салгрейв, Сірешем
- Тітон, Тенфорд, Торнбі, Торп Мандевіль, Тіффілд, Тоучестер
- Верхній Кейтсбі, Верхній Гейфорд, Верхній Стоу
- Wappenham, Walgrave, Warkworth, Watford, Weedon Bec, Weedon Lois, Welford, Welton, West Haddon, Weston, Whilton, Whiston, Whitfield, Whittlebury, Wicken, Winwick, Woodend, Woodford Halse
- Ярдлі Гобіон, Ярдлі Гастінгс, Єлвертофт